# 佐藤孝 (実業家)
佐藤 孝（さとう たかし、1939年〈昭和14年〉9月14日 - 2022年〈令和4年〉2月19日）は、日本のコピーライター、実業家。初代博報堂DYメディアパートナーズ代表取締役社長。神奈川県出身。

## 経歴
1962年（昭和37年）、東京教育大学卒業、博報堂入社。
1994年（平成6年）、取締役に昇格。
1998年（平成10年）、常務取締役。
2000年（平成12年）、専務取締役。
2003年（平成15年）12月から初代博報堂DYメディアパートナーズ代表取締役社長を務め、東芝エンタテインメントの買収などを行った。
2010年（平成22年）6月、博報堂DYメディアパートナー取締役会長。
2011年（平成23年）6月、博報堂DYメディアパートナーズ相談役。
2012年（平成24年）6月、博報堂DYメディアパートナーズ相談役を退任。
宣伝会議コピー養成講座で教鞭もとった。広告業の発展向上への貢献等が評価され日本広告業協会第48回吉田秀雄記念賞受賞。
2022年（令和4年）2月19日、気道感染のため死去。82歳没。

## 代表作
| 公開年 | 公開年  | 作品名                | 制作（配給）                                        | 役職                         |
| ------ | ------- | --------------------- | --------------------------------------------------- | ---------------------------- |
| 1984年 | 3月11日 | 風の谷のナウシカ      | 徳間書店 博報堂 トップクラフト （東映）             | 製作委員会実行委員           |
| 1991年 | 7月20日 | おもひでぽろぽろ      | 徳間書店 日本テレビ 博報堂 スタジオジブリ （東宝）  | 製作委員会実行委員           |
| 1994年 | 7月16日 | 平成狸合戦ぽんぽこ    | 徳間書店 日本テレビ 博報堂 スタジオジブリ （東宝）  | 製作委員会実行委員           |
| 1995年 | 3月11日 | ガメラ 大怪獣空中決戦 | 大映 日本テレビ 博報堂 （東宝）                     | エグゼクティブプロデューサー |
| 1995年 | 7月15日 | 耳をすませば          | 徳間書店 日本テレビ 博報堂 スタジオジブリ （東宝）  | エグゼクティブプロデューサー |
| 1996年 | 7月13日 | ガメラ2 レギオン襲来  | 大映 日本テレビ 博報堂 富士通 日本出版販売 （東宝） | エグゼクティブプロデューサー |